# Schloss Courtanvaux

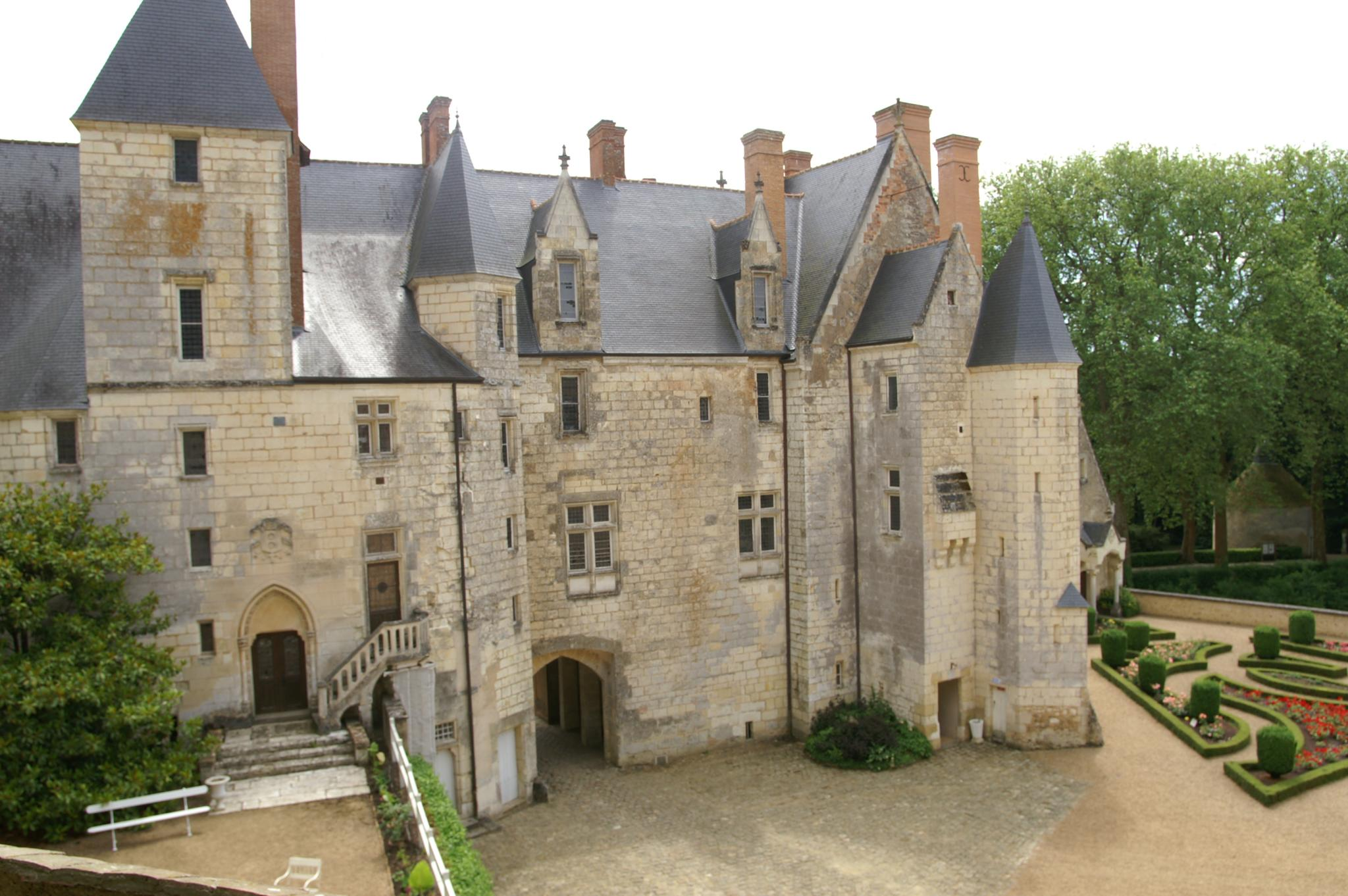
Schloss Courtanvaux

Das Schloss Courtanvaux befindet sich in der Gemeinde Bessé-sur-Braye im Département Sarthe.

## Geschichte
Vorgängerbauten gehen auf das 14. Jahrhundert zurück, als die Herren von Bessé ein Herrenhaus errichten ließen, das auch der Bevölkerung im Konfliktfall als Zufluchtsort dienen sollte. Das Herrenhaus hatte jedoch nur eine geringen strategischen Wert.
Erst ein Jahrhundert später gewann Courtanvaux an Bedeutung. So wurde Mitte des 15. Jahrhunderts Jacques Berziau, Secrétaire général des Königs, zum Besitzer. Er unternahm zahlreiche Umbauten und vergrößerte das Anwesen zwischen 1450 und 1490 um eine Kapelle, ein Petit Château, einen Taubenschlag und vor allem um das Hauptgebäude.
Das Schloss Courtanvaux wurde durch Erbschaft oder Heirat weitergegeben, und drei Familien folgten einander und bauten das Anwesen immer weiter aus, bis es 1978 an die Gemeinde Bessé-sur-Braye verkauft wurde.
Die Familie Souvré war von 1500 bis 1661 Eigentümer des Ortes und verlieh den Gebäuden einen Hauch von Renaissance, der durch die unter Denkmalschutz stehende Poterne aus dem Jahr 1582 symbolisiert wird. Gilles de Souvré, Marschall von Frankreich, Gouverneur von Touraine, Grand-maître de la Garde-robe Heinrichs IV. und Hauslehrer von Ludwig XIII. ließ das Eingangstor errichten. Heinrich IV. erhob Courtanvaux in den Rang einer Markgrafschaft.
Souvrés Nachkommen setzten sein Werk bis zur Heirat seiner Enkelin Anne de Souvré mit François Michel Le Tellier, Marquis de Louvois und Kriegsminister unter Ludwig XIV., fort. Als beide Eheleute gestorben waren, verloren die Erben der Familie Le Tellier de Louvois das Interesse an Courtanvaux, so dass das Schloss von 1691 bis 1815 unbewohnt blieb.
1780 heiratete Louise Charlotte Françoise Le Tellier, die Erbin der Domäne, den Grafen Pierre de Montesquiou-Fezensac. Im Ersten Kaiserreich war Montesquiou-Fezensac ab 1809 Großkammerherr von Frankreich, und Louise Charlotte Le Tellier, genannt Maman Quiou, die offizielle Amme von Napoleon Franz Bonaparte, des Sohnes von Napoleon Bonaparte. Das Ehepaar zog sich nach dem Sturz Napoleons 1815 nach Courtanvaux zurück und begann mit einer vollständigen Restaurierung der Gebäude in einem ausgeprägten neugotischen Stil.
Das ganze 19. Jahrhundert über wurde das Schloss wiederhergestellt, auch unter der Ägide ihres Sohnes, des Grafen Anatole de Montesquiou-Fezensac (1788–1878), der eine Orangerie und die Stallungen anfügte.
Nach seinem Tod ging Courtanvaux in den Besitz des ältesten seiner Enkel, Anatole Marie Odon de Montesquiou-Fézensac (1836–1882), über, der 1867 die rumänische Prinzessin Marie Bibesco (1845–1929) geheiratet hatte. Nach dem Tod ihres Mannes erbte sie das Schloss und an der Wende vom 19. zum 20. Jahrhundert veränderte, dekorierte und modernisierte sie es umfassend.
Courtanvaux blieb in ihrer Nachkommenschaft bis zu ihrem Enkel Odon de Montesquiou, der 1964 unverheiratet starb und es seinem Vetter Pierre de Montesquiou vermachte, der 1976 starb. 1978 wurde Courtanvaux von der Gemeinde Bessé-sur-Braye gekauft, die die Domäne für die Öffentlichkeit zugänglich machte.

## Denkmalschutz
Am 5. Januar 1948 wurden das Eingangsportal und seine beiden Türme unter Denkmalschutz gestellt, am 25. Juli 1975 die gesamte Domäne. Am 11. Juni 1980 wurde Schloss Courtanvaux als Denkmal eingetragen.

## Architektur
Das „große Schloss“, das Ende des 15. Jahrhunderts errichtet wurde, ist ein Beispiel für die spätgotische Epoche. Es bewahrt die Spuren des alten mittelalterlichen Herrenhauses bei der Zugbrücke, den Trockengräben, Scharwachttürme und Maschikulis. Diese Vorgehensweise war typisch für die nouveaux nobles, die ihre Macht wie die mittelalterlichen Herren behaupten wollten. Die Fassade ist von Kreuzstockfenstern durchbrochen und mit neogotischen Verzierungen geschmückt, die auf die Restaurierung im 19. Jahrhundert verweisen.
Das Anwesen ist durch das Renaissance-Eingangstor aus dem Jahr 1582 zugänglich, das von zwei runden, mit Arabesken und Flechtband geschnitzten Türmchen flankiert wird, die von Kuppeln mit Laternen überragt werden. Der Taubenschlag aus dem 15. Jahrhundert, die Orangerie und die Stallungen aus dem 19. Jahrhundert sowie der englische Park vervollständigen das Gebäudeensemble. Das Portal zur Domäne aus dem 19. Jahrhundert, genannt Portail des Lions (1874), steht einen Kilometer vom Schloss entfernt und besteht aus einem Kalksteinportal und Schmiedeeisen.

## Park
Die Domäne umfasst ein Gebiet von fast 68 Hektar und ist durch Wander- und Radwege durch Wälder, einen Teich, Kinderspielplätze und Picknickplätze für die Öffentlichkeit erschlossen. Der englische Park liegt gegenüber dem großen Schloss, während der Innenhof einen eleganten französischen Garten beherbergt. Der gesamte Park ist das ganze Jahr über kostenlos zugänglich.

## Bildergalerie

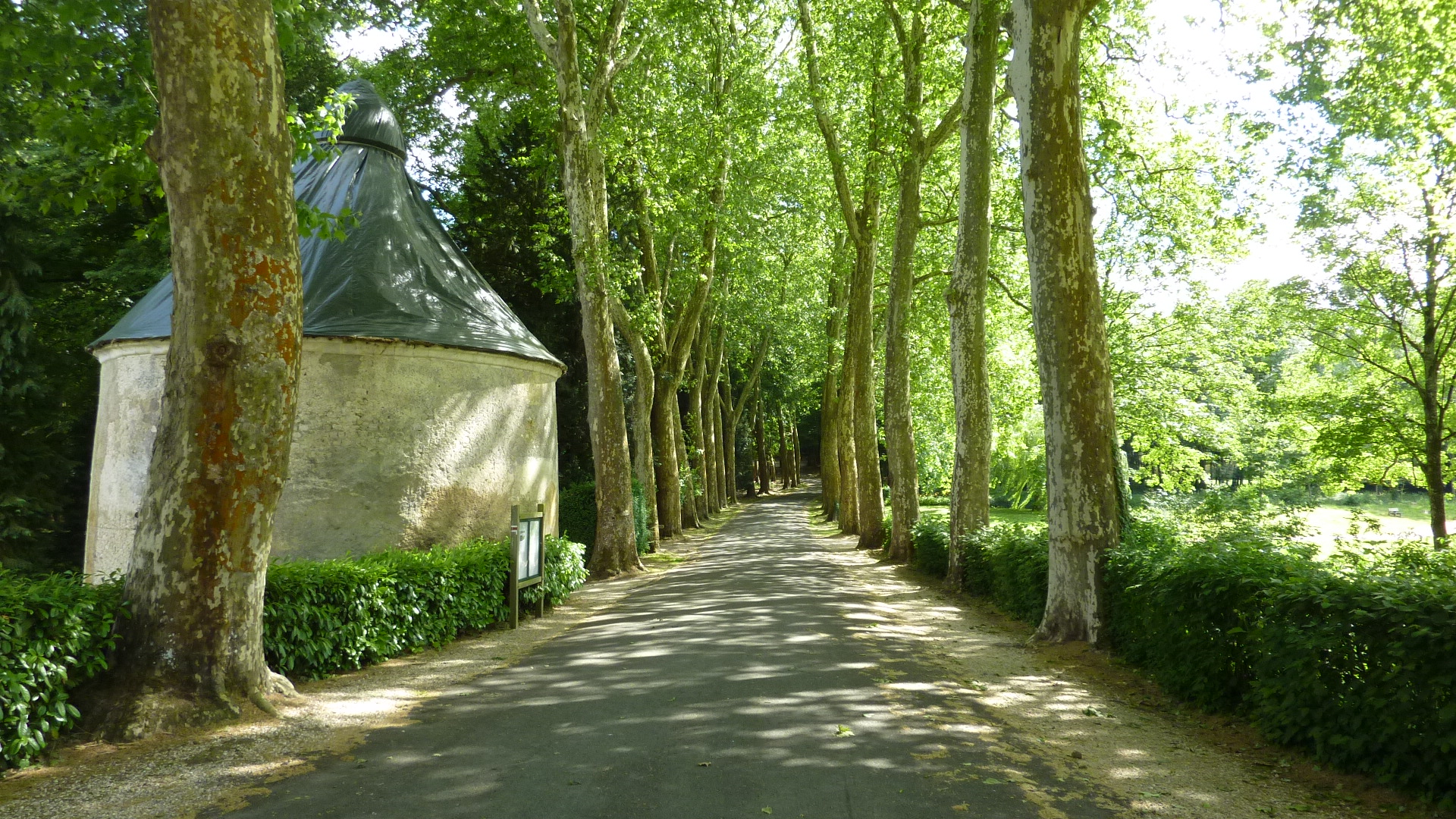
Zufahrt.
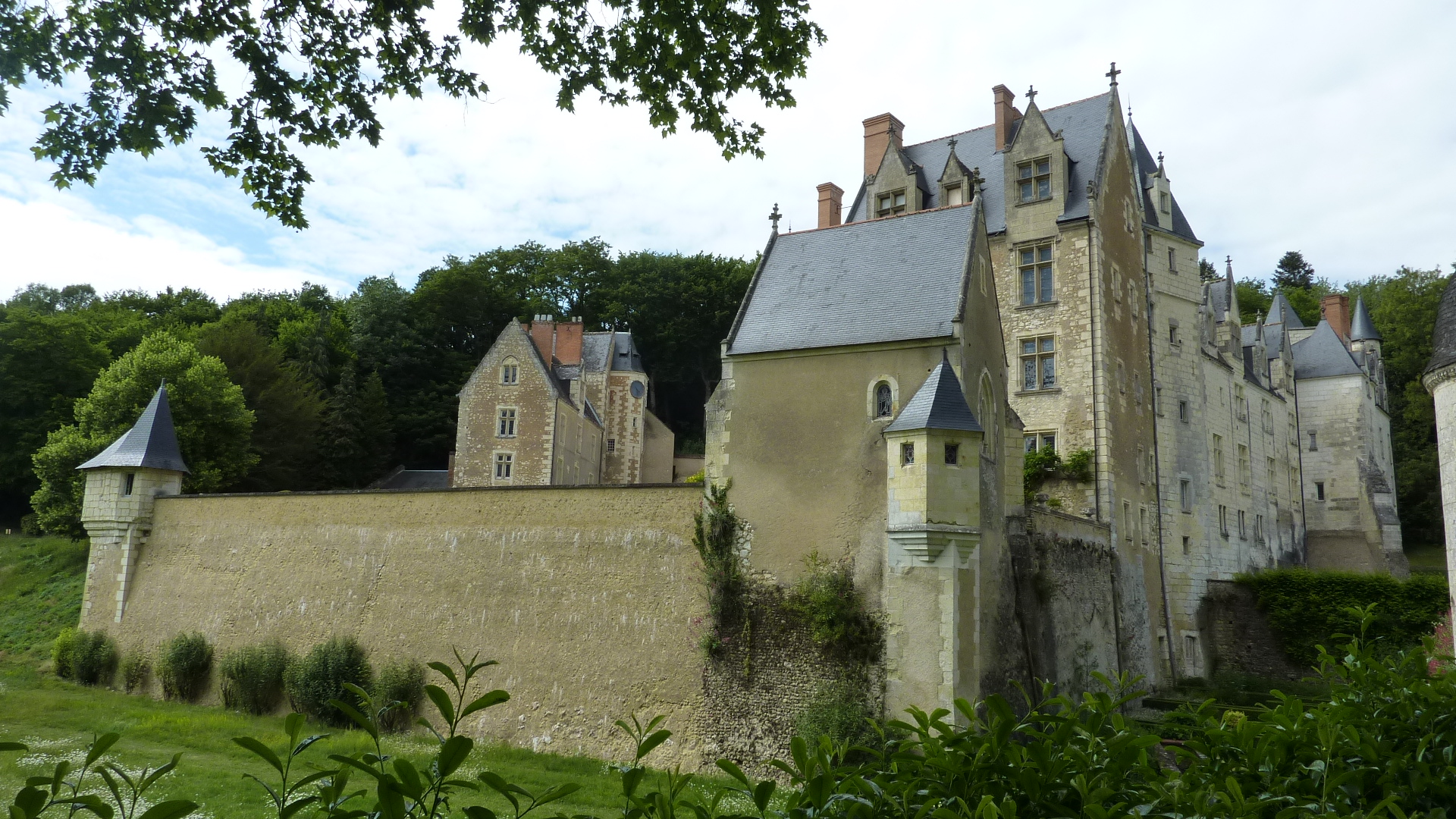
Blick von der Zufahrt aus.
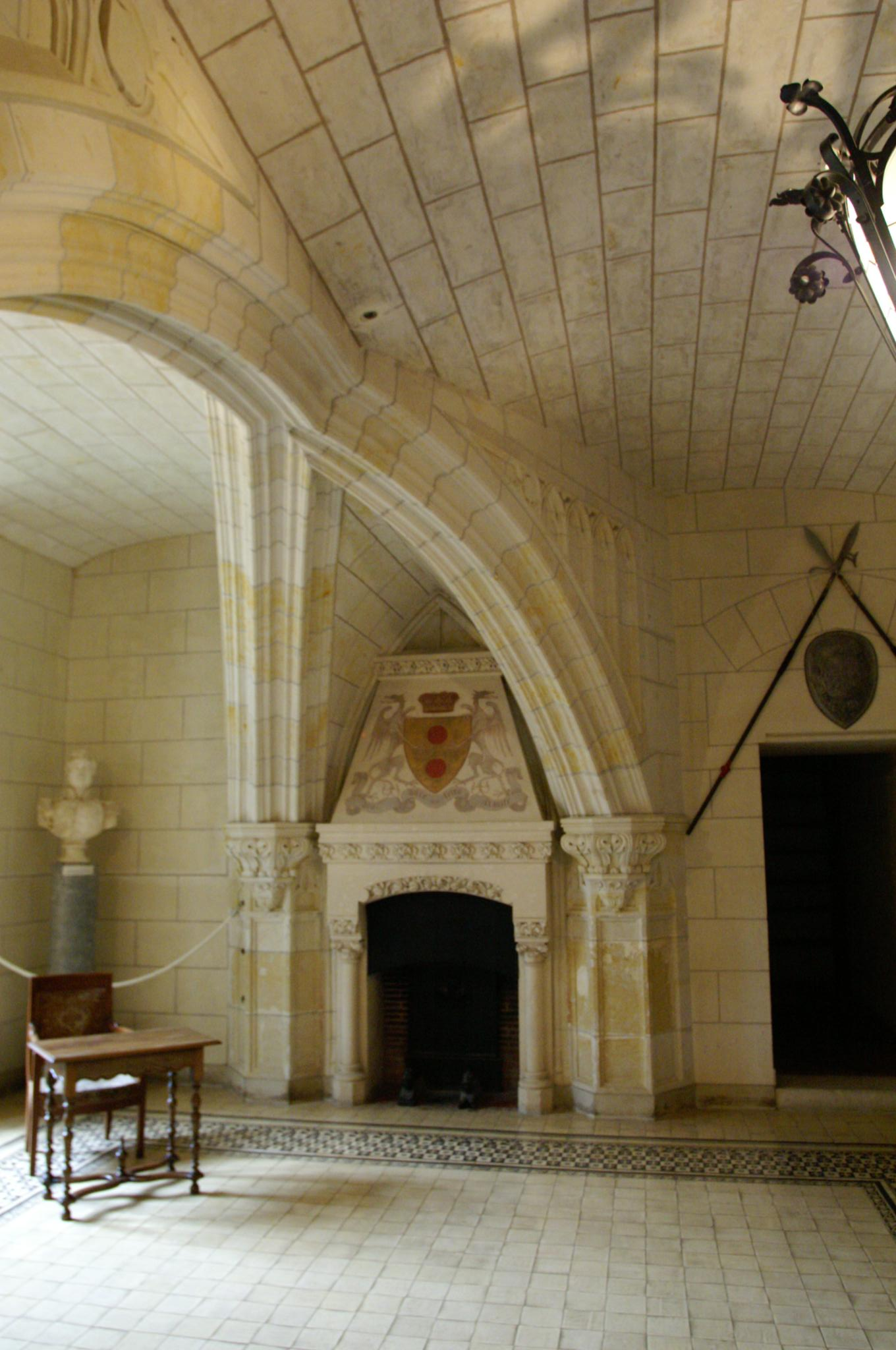
Die Salle des Gardes.
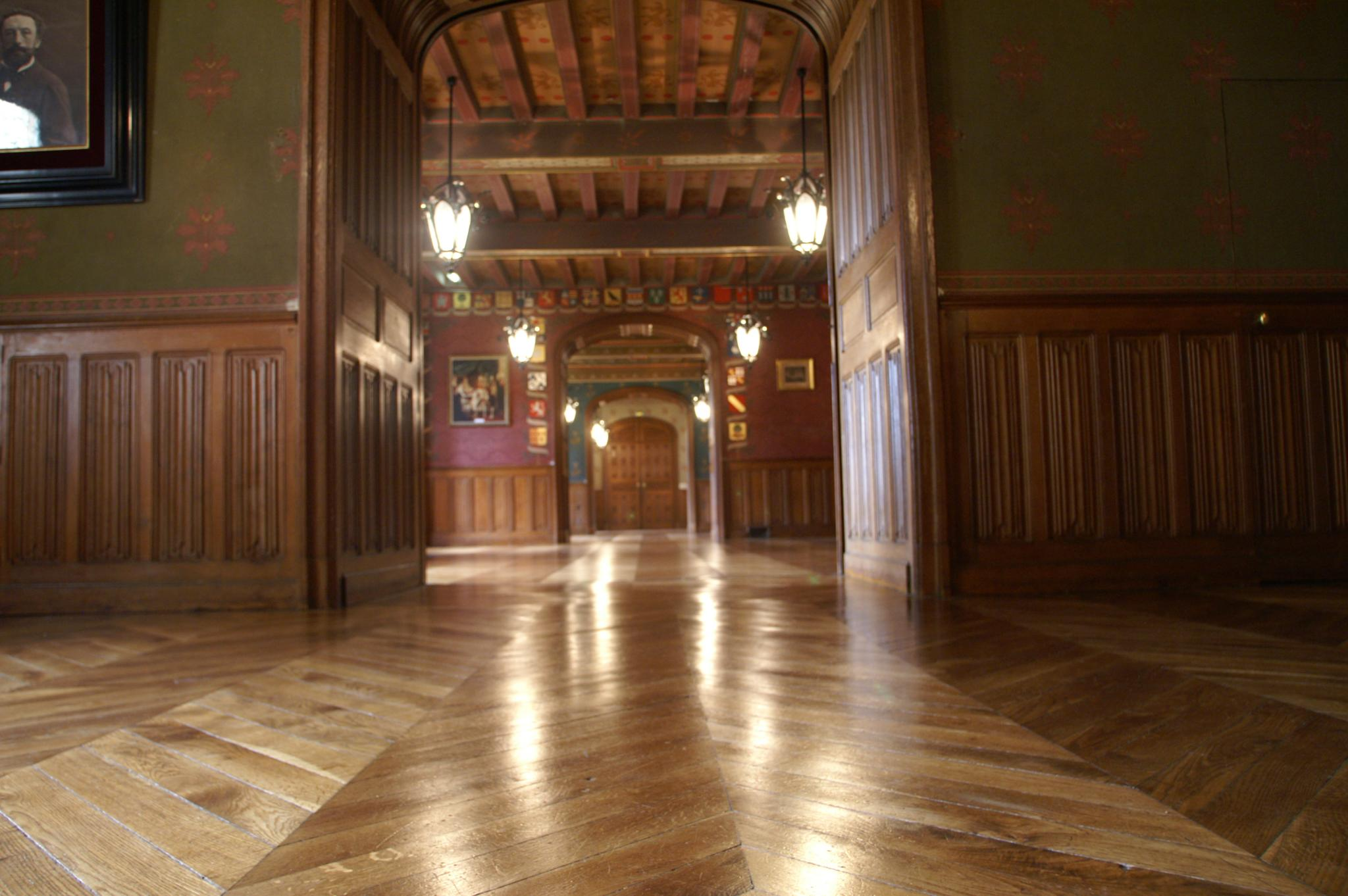
Die große Eingangshalle.
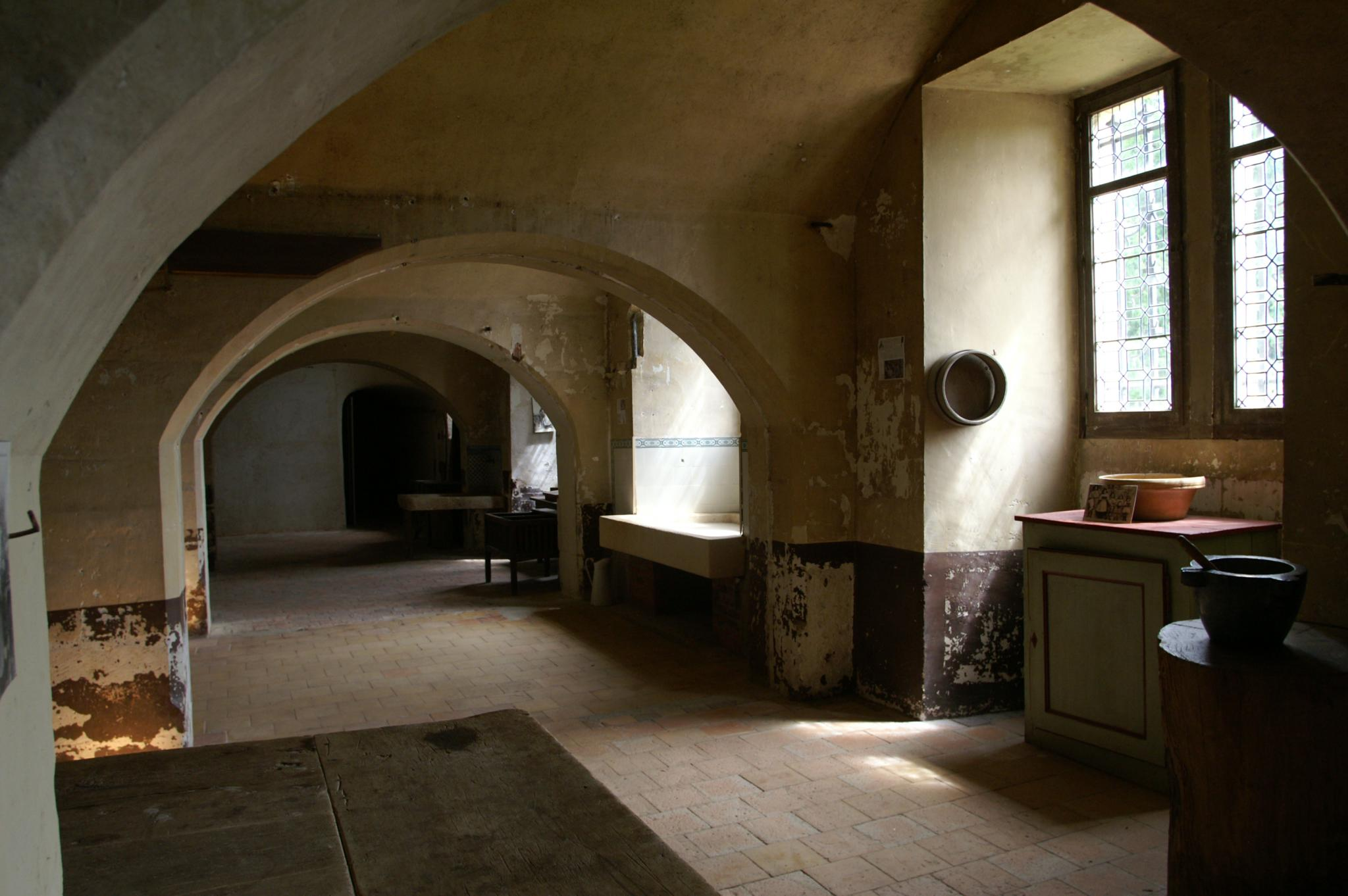
Die Küche.
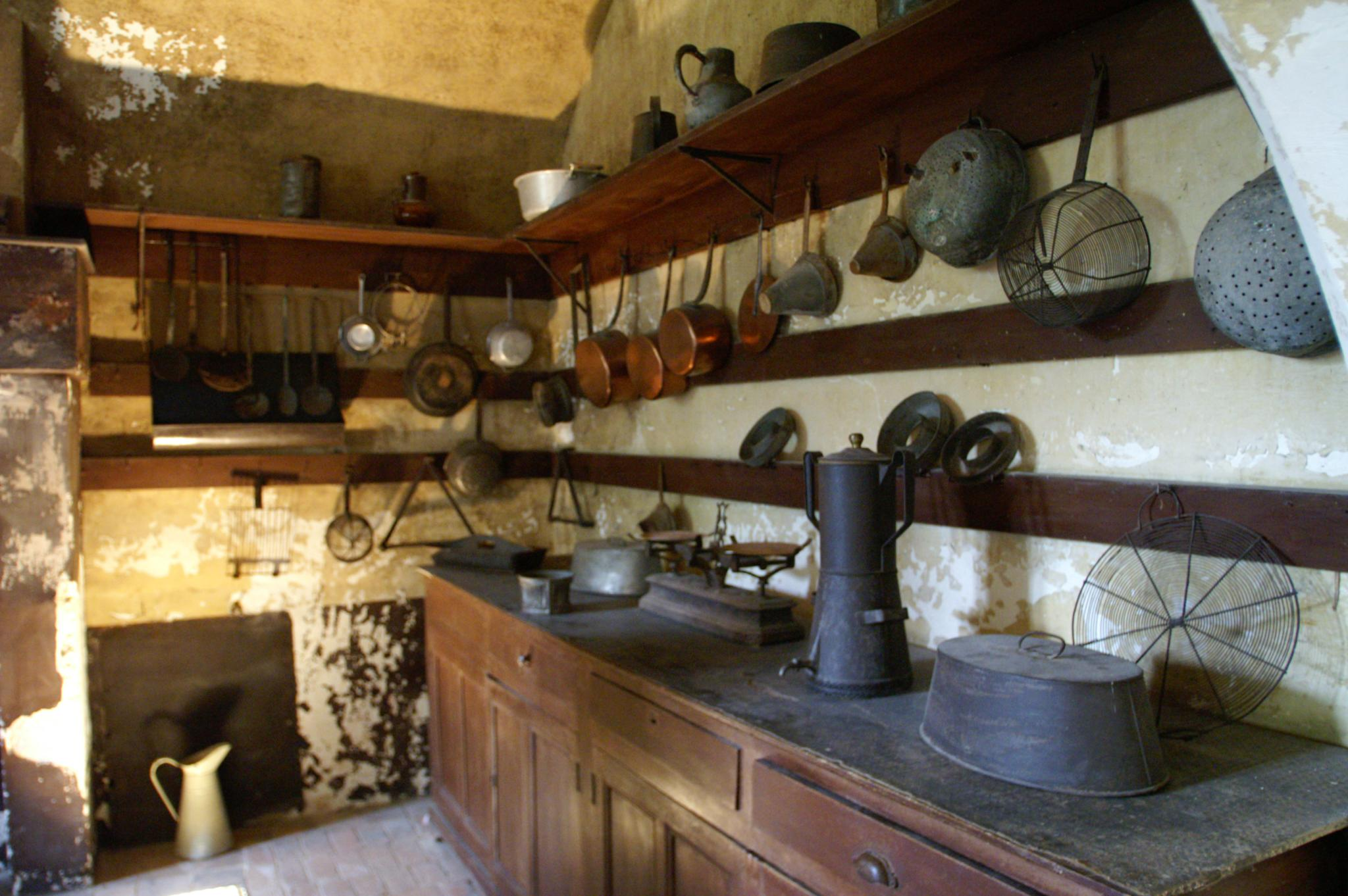
Die Küchen (Detail).
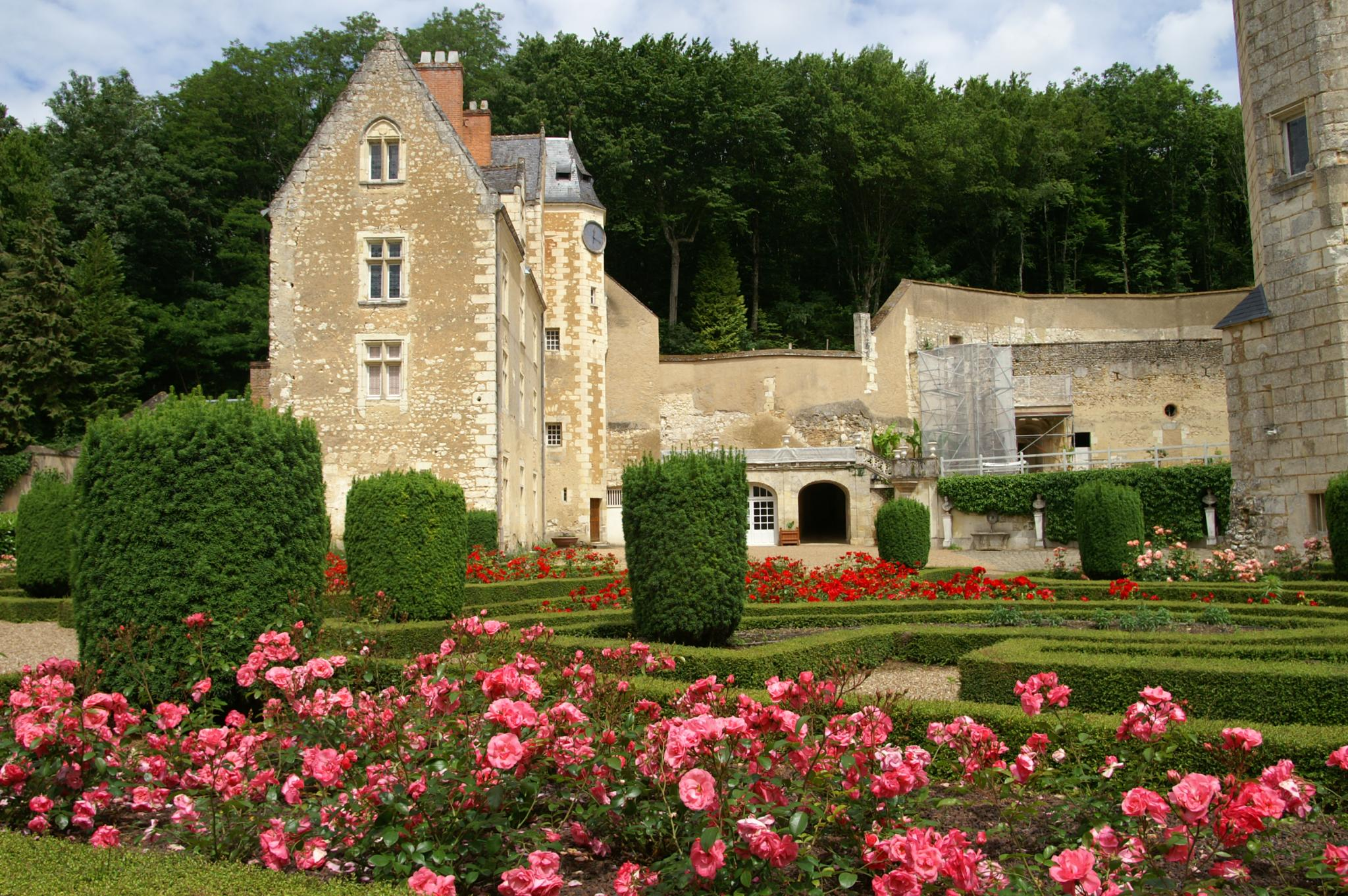
Der innere Garten.
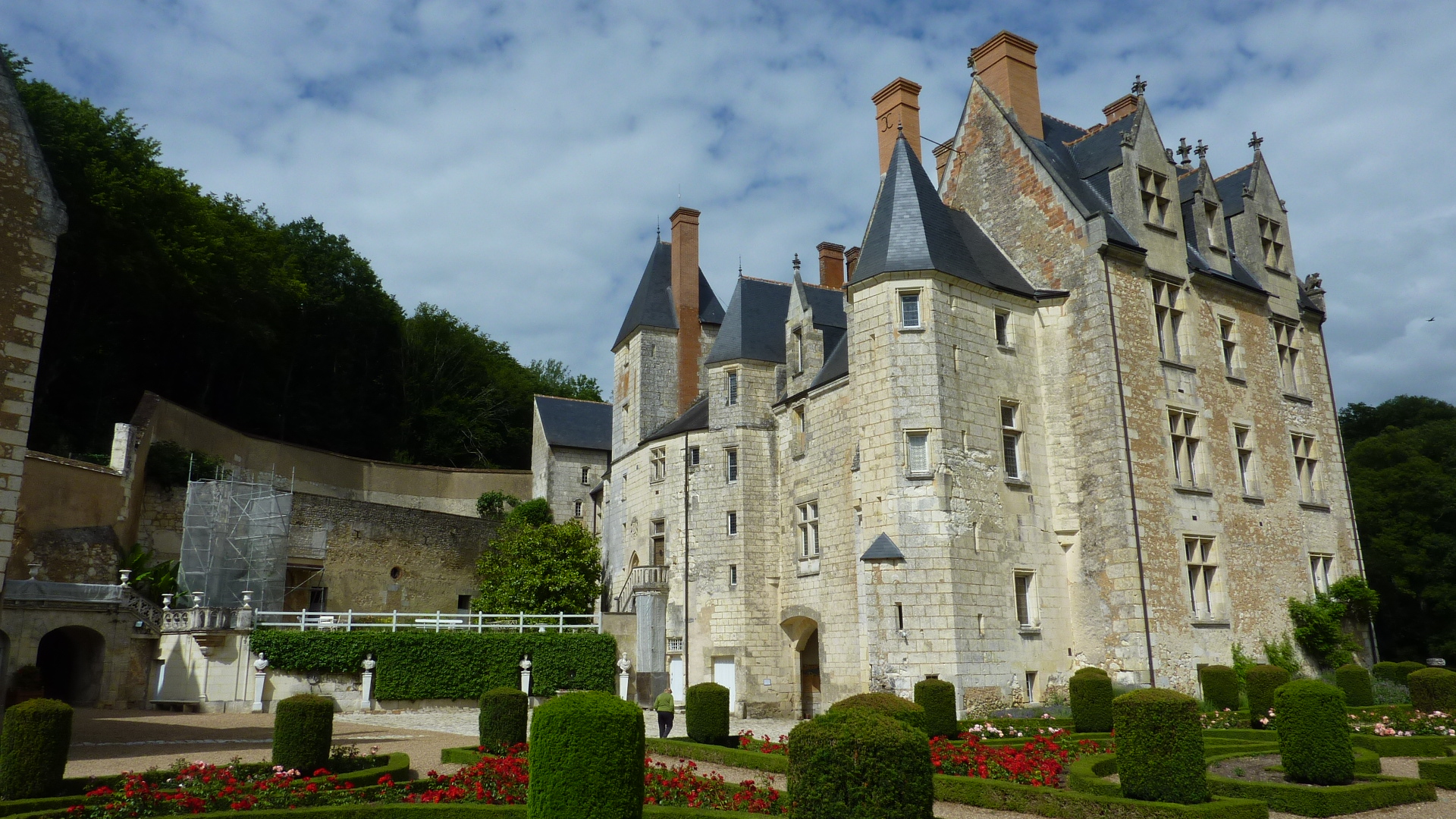
Blick aus dem inneren Garten.
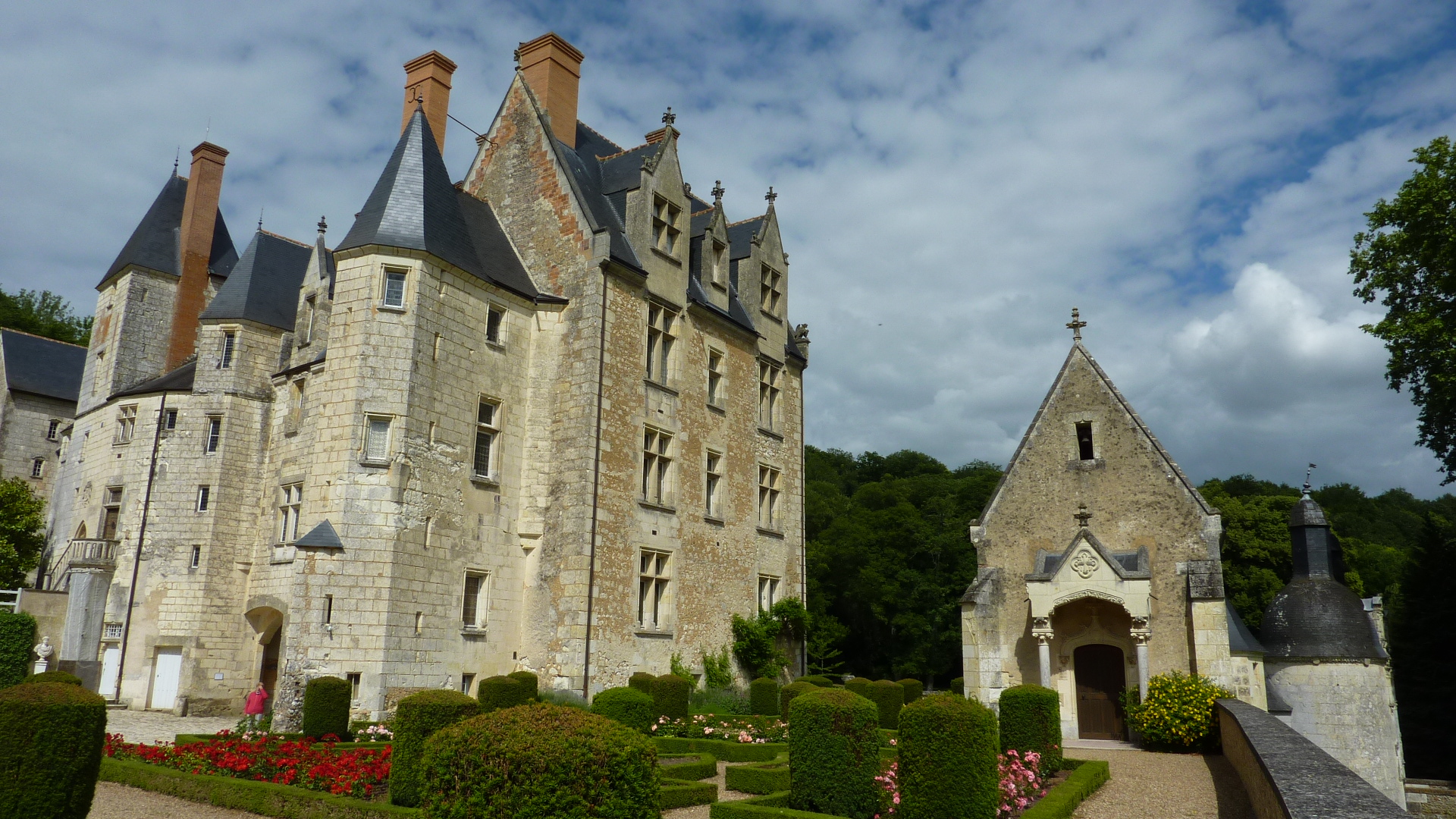
Blick aus inneren Garten.
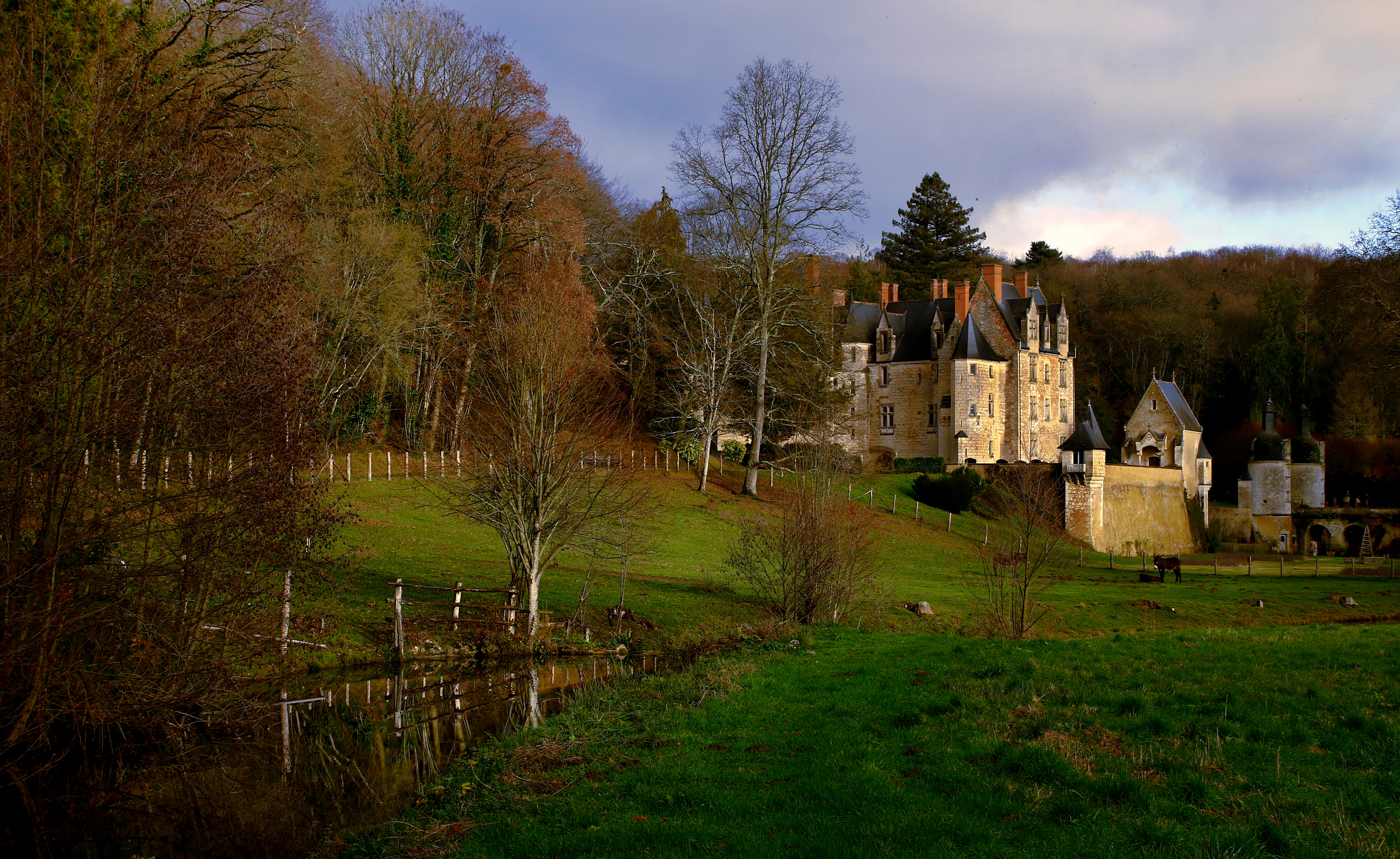
Blick auf das Schloss vom Bachlauf aus.